# Arnold Motorsports
Az Arnold Motorsports egy NASCAR Nextel Cup Series csapat, melynek tulajdonosa Don Arnold. Az 1983-as Winston Cup bajnok, Bobby Allison a társaság alelnöke és a tanácsadója is egyben. 2003-ban debütáltak a #79-es Forddal, melyet az All-Pro pilóta, Billy Bigley, Jr. vezetett és a kezdeti 34 versenyes tervüket végül kénytelenek voltak lecsökkenteni. Bigley-t, miután háromszor képtelen volt kvalifikálni a Cup-ra, elbocsátották. 
A csapat 2004-ben visszatért teljes szezonra Derrike Cope-pal a kormánynál. Cope résztulajdonos lett az Arnold Motorsports-nál és egyesítették az eddigi csapatával, a Quest Motor Racing-gel. Szereztek szponzort a racingjunk.com személyében, de a NASCAR nem sokkal később felszólította őket a feliratok eltávolítására, mert a támogató redneckjunk.com-re változtatta a nevét. A NASCAR ezt nyilvánvalóan a déli szurkolói megtartása és számuk növelése érdekében tette. 12 rajt után Cope-ot lecserélték Mike Wallace-ra Doverben. Wallace fejezte be az évet P.J. Jones-szal, Jeff Fullerrel és Todd Bodeine-nal karöltve. 
2005-ben Jimmy Spencer vitte az autót, de nem teljes szezonban a szponzor hiány miatt. Az indianapolis-i Brickyard 400-ona csapat bejelentette az Allied Buildings-et, mint új támogatót a szezon hátralévő részére és a teljes 2006-os évadra. Kétség nem fért hozzá, hogy Spencer mehet majd teljes szezont a csapattal.
Don Arnold résztulajdonos volt a Craftsman Truck Szériás Germain Racing-nél (Germain Motor Company) is, de 2005 júliusában eladta a jogait, hogy a Cup csapatra tudjon fókuszálni teljes mértékben. 
2006 májusában az Arnold Motorsports bejelentette a csapat felszámolását.